# Miroslav Abelovský
Miroslav Abelovský (* 6. červen 1948, Zvolen) je slovenský politik.
Miroslav Abelovský byl zvolený za poslance Národní rady Slovenské republiky v parlamentních volbách v roce 2002 za Hnutie za demokratické Slovensko (HZDS). V roce 2003 sa strana přejmenovala na Ľudová strana - Hnutie za demokratické Slovensko. Ještě předtím, začátkem roku 2003, byl Miroslav Abelovský ve skupině 11 poslanců pod vedením Vojtecha Tkáče, kteří vystoupili z HZDS a založili novou politickou stranu Ľudová únia. V průběhu volebního období však i z této strany vystoupil a vystupoval v národní radě jako nezávislý poslanec. Byl místopředsedou Ústavněprávního výboru NR SR. V parlamentních volbách v roce 2006 nekandidoval.